# Йованович, Драган
Дра́ган Йова́нович (серб. Драган Јовановић / Dragan Jovanović; 29 сентября 1903, Белград, Сербия — 2 июня 1936, Белград, Королевство Югославия) — югославский сербский футболист, нападающий. Участник Олимпиады 1924 года.

## Карьера

### Клубная
За время карьеры игрока, с 1922 по 1929 год, выступал в составе белградского клуба «Югославия», проведя за это время 252 матча, забив 331 мяч в ворота соперников, трижды подряд став лучшим бомбардиром чемпионата и завоевав, вместе с командой, дважды титул чемпиона Югославии (Королевства СХС), один раз титул вице-чемпиона страны и один раз став третьим призёром чемпионата в 1927 году. Помимо этого, Драган стал самым первым в истории лучшим бомбардиром чемпионата Югославии (Королевства СХС). Кроме того, Йованович сыграл 32 матча за сборную Белграда.

### В сборной
В составе главной национальной сборной Королевства СХС дебютировал 28 октября 1923 года в проходившем в Загребе товарищеском матче со сборной Чехословакии, встреча завершилась вничью 4:4, а Драган забил 2 первых гола своей команды. Последний матч сыграл 7 октября 1928 года в Праге снова в товарищеском матче со сборной Чехословакии, на этот раз его команда потерпела поражение со счётом 1:7. Помимо этого, был в составе команды на Олимпиаде 1924 года, однако, на поле не вышел. Всего провёл за главную сборную страны 8 матчей, в которых забил 4 мяча.

### После карьеры
После окончания карьеры игрока работал на различных административных должностях в родном клубе «Югославия».
2 июня 1936 года Драган Йованович погиб в автомобильной катастрофе в Белграде на 33-м году жизни.

## Достижения

### Командные
- Чемпион Королевства СХС: (2): 1924, 1925
- Вице-чемпион Королевства СХС (1): 1926
- 3-й призёр чемпионата Югославии (1): 1929

### Личные
- Лучший бомбардир чемпионата Королевства СХС (3): 1923, 1924, 1925